# دارينزيا
دارينزيا (بالإنجليزية: Darenzia)‏ هو الاسم الفني للمثلة الإباحية الأمريكية وعارضة الأزياء، تُقيم في مدينة نيويورك وقد بدأت عملها كعارضة بدوام كامل بعد تسريحها من عملها السابق في تشرين الثاني/نوفمبر 2003. تعرفت في بداية مشوارها الفني على ممثل إباحي آخر ساعدها وضمن لها مكانا في عالم الإباحية شريطة ألا تضع على جسمها أي وشم.

## المسيرة المهنية
عملت دارينزيا في عملها السابق لوقت طويل قبل أن يتم طردها لسبب من الأسباب؛ فاضطرت للبحث عن عمل ومن ثم توجهت لعالم الإباحية وقد اشتهرت بعدما التقط لها كل من ستيف ديات جودي وهولي راندال عدة صور مثيرة وقاما بنشرها في عدة مجلات للمراهقين والكبار، كما زادت شهرتها عندما ظهرت في مجلة بلاي بوي. ومن ثم توجهت مباشرة لعالم الفيديو حيث صورت عدة أشرطة وتم بيعها على شكل دي في دي، وكانت عادة ما تظهر في تلك الفيديوهات على شاكلة الفتاة الشابة الفاتنة الجذابة والخجولة أو المنكمشة على نفسها قبل أن تنتقل لتصوير مقاطع يُعالجون قضية جنسية معينة من قبيل اشتهاء العمالقة أو معظم إن لم يكن كل الشذوذات الجنسية.
اعتُبرت دارينزيا «أيقونة هزلية» في عالم الإباحة حسب نيويورك ديلي نيوز، كما حصلت على المرتبة الثانية في قائمة أفضل الممثلات الإباحيات حسب تصويت الرجال والمراهقين في الولايات المتحدة.

## في وسائل الإعلام
ظهرت دارينزيا في الحلقة السادسة من المسلسل التلفزيوني إنك ماستر (بالإنجليزية: Ink Master)‏ الذي عُرض على قناة سبايك تيفي حيث ظهرت في صورة ممثلة تُتافس في مسابقة أو تحدي للوشوم. كما كانت ضمن النجوم الذين شاركوا عام 2012 في فيلم الرعب أبجديات الموت. ثم ظهرت على غلاف رواية الكاتب كارلتون ميليك الثالث فاسق الأراضي والتي صرحت فيما بعد أنها شكلت مصدر إلهام لها. منتظم نموذج اتسوكي كودو،  ثم ظهرت كعلامة تجارية لشركة برادا للموضة قبل أن تفتتح متجرا خاصا بها. بالإضافة إلى ذلك، فقد شاركت مع مارك جاكوبس عام 2007 في عطلة الحزب.

## الحياة الشخصية
حصلت دارينزيا على شهادة في الأدب الإنجليزي من الجامعة.

## روابط خارجية
- دارينزيا على موقع IMDb (الإنجليزية)
- دارينزيا على موقع قاعدة بيانات الفيلم (الإنجليزية)